# Maria Chiara Argirò
Maria Chiara Argirò (* um 1990 in Rom) ist eine italienische Jazzmusikerin (Piano, auch Keyboard, Komposition).

## Leben und Wirken
Argirò wuchs in Rom auf; ihre Mutter Francesca Falcone unterrichtete Tanztheorie an der Accademia Nazionale di Danza. Sie sang in einem Chor und erhielt klassischen Klavierunterricht. Als Jugendliche öffnete sie sich allen Arten von Musik und mit 19 Jahren beschloss sie, professionelle Musikerin zu werden. Sie machte Workshops bei Barry Harris und anderen Jazzpianisten und lernte Djembe und Dundun. Sie studierte zunächst Musikgeschichte und Musikethnologie an der Università di Roma (Bachelorabschluss cum laude) und spielte nebenbei im Jazzensemble der Universität. 2009 zog sie nach London, um ihre Ausbildung am London College of Creative Media fortzusetzen und dann ein Jazzstudium an der Middlesex University bei Nikki Iles zu absolvieren (Bachelor 2013). Sie verbrachte auch ein paar Monate in New York, um weiter mit verschiedenen Pianisten zu studieren.
Argirò tourte zunächst mit der Artrockband These New Puritans, mit der drei Alben entstanden. Mitte der 2010er-Jahre begann sie, in der Londoner Jazzszene zu arbeiten. Ihr Debütalbum Fall Dance entstand 2016 bei Odradek; dazu erschien das Musikvideo Dream R. Des Weiteren arbeitete sie mit Rosie Turton (Rosie's 5ive, 2018) und Liran Donin's 1000 Boats (8 Songs). 2019 legte sie 2019 das Album Hidden Seas vor (u. a. mit Leïla Martial); 2021 veröffentlichte Argirò ein Duoalbum mit dem Gitarristen Jamie Leeming (Flow, Cavalo). Zu hören ist sie auch in Cassie Kinoshis Gratitude (2024).